# آرجان باجوا
آرجان باجوا (انگلیسی: Arjan Bajwa؛ زادهٔ ۳ سپتامبر ۱۹۷۹) یک هنرپیشه اهل هند است. وی از سال ۱۹۹۸ میلادی تاکنون مشغول فعالیت بوده‌است.
از فیلم‌ها یا برنامه‌های تلویزیونی که وی در آن نقش داشته‌است می‌توان به کلاهبردار اشاره کرد.

## فیلم‌شناسی
فهرست برخی از فیلم‌هایی که آرجان باجوا در آنها به ایفای نقش پرداخته‌است:
- کلاهبردار
- رستم
- گورو
- پسر سردار
- آرونداتی
- بابی جاسوس
- کبیر سینگ
- به من بگو خدا
- بیگیل
- امن